# Port Lions
Port Lions é uma cidade localizada no estado americano de Alasca, no Distrito de Kodiak Island.

## Demografia
Segundo o censo americano de 2000, a sua população era de 256 habitantes.
Em 2006, foi estimada uma população de 234, um decréscimo de 22 (-8.6%).

## Geografia
De acordo com o United States Census Bureau, a localidade tem uma área de 26,0 km², dos quais 16,4 km² cobertos por terra e 9,6 km² cobertos por água.

## Localidades na vizinhança
O diagrama seguinte representa as localidades num raio de 40 km ao redor de Port Lions.